# Clastoneuriopsis
Clastoneuriopsis är ett släkte av tvåvingar. Clastoneuriopsis ingår i familjen parasitflugor.
Kladogram enligt Catalogue of Life:
| Clastoneuriopsis | \| \| Clastoneuriopsis magallanica \| \| \| \| \| \| Clastoneuriopsis meralis \| \| \| \| |
|                  | \| \| Clastoneuriopsis magallanica \| \| \| \| \| \| Clastoneuriopsis meralis \| \| \| \| |
|                  | Clastoneuriopsis magallanica                                                              |
|                  |                                                                                           |
|                  | Clastoneuriopsis meralis                                                                  |
|                  |                                                                                           |